# Curcuma parvula
Curcuma parvula là một loài thực vật có hoa trong họ Gừng. Loài này được Andrew Thomas Gage mô tả khoa học đầu tiên năm 1904.

## Phân bố
Loài này có ở huyện Minbu, vùng Magway, Thượng Myanmar.

## Mô tả
Thân rễ nhỏ, hình trứng; với vài nhánh dày, màu trắng chui xuống dưới kết thúc bằng các củ hình trái xoan, kích thước 2 x 1,2 cm. Cây lùn, không cao quá 20 cm. Lá 5-8, mọc thành búi lá, bẹ lá dài 2,5-4,5 cm, gối lên nhau ở gốc (cưỡi), cuống lá dài 1,2-1,8 cm, phiến lá hình mác hẹp, nhọn thon, thu nhỏ dần thành cuống, nhẵn nhụi cả hai mặt, mặt trên màu lục sẫm, mặt dưới nhạt màu hơn, dài 6,5-16,5 cm, rộng 1,2-1,8 cm. Cành hoa bông thóc xuất hiện giữa lá, có cuống rất ngắn, ít hoa, lá bắc màu xanh lục, dài ~1,8 cm, lá bắc mào có ánh hồng. Hoa dài 2,8 cm, ống tràng dài 1,8 cm. Đài hoa màu trắng, có lông tơ, cao tới nửa ống tràng, 3 răng nhỏ thuôn tròn. Các thùy tràng bên gần đều, màu trắng, trong mờ, hình trứng rộng. Thùy tràng lưng (thùy sau) lớn hơn và có nắp. Các nhị lép bên thuôn dài, màu vàng. Cánh môi màu vàng, thuôn dài rộng, 3 thùy khó thấy, các thùy bên kém phát triển còn thùy giữa thò ra, rộng đầu. Bao phấn thuôn dài với các sừng cong vào phía dưới. Đầu nhụy hình thìa. Ra hoa khoảng tháng 7.